# Barkentina

Nákres oplachtění barkentiny

Barkentina je typ plachetnice se třemi a více stěžni, přičemž přední stěžeň je opatřen příčnou takeláží a ostatní stěžně podélnou takeláží. Byla oblíbeným typem lodi na konci 19. století. Ve 21. století se používají jako školní lodě.